# The Chantels
The Chantels fue un grupo femenino estadounidense de doo wop, formado en Nueva York en 1957. En 2002 fueron incluidas en el Salón de la Fama de los Grupos Vocales.

## Historia
Sus componentes pertenecían al coro vocal del instituto St. Anthony of Padua's Elementary School en el Bronx neoyyorquino. Alcanzaron la fama después de su primera audiencia con Richard Barret en 1956, el vocalista principal del grupo The Valentines.
Después de esta primera sesión de prueba y de dos meses de ensayos, tuvieron su debut con la compañía discográfica End Records, publicando el tema He's Gone, el cual marcó el tono de su siguiente trabajo comercial. 
Su mayor éxito fue Look In My Eyes, canción publicada en 1961, y que sería utilizada como fondo musical de la película Uno de los nuestros (de 1990, de título original Goodfellas), dirigida por Martin Scorsese y protagonizada por Robert De Niro, Ray Liotta y Joe Pesci.

## Componentes
La formación estuvo compuesta por Arlene Smith (vocalista principal), Lois Harris (primera tenor), Sonia Goring (segunda tenor), Rene Minus (bajo) y Jackie Landry (segunda alto), quienes desde su adolescencia habían estado cantando juntas durante años, acumulando una experiencia de más de siete años. 
Al contrario que las bandas masculinas, al ser católicas y muchachas de bien ver, solían practicar en el vestuario de las chicas en lugar de ir cantando por las calles como hacían los muchachos de la época.

## Nombre del grupo
El nombre del grupo surgió debido a que Arlene, al ser una de las chicas más altas del instituto, jugaba en el equipo de baloncesto, y en uno de los partidos de la liga local acudieron a jugar contra un instituto llamado St. Francis of Chantelle el cual les sirvió de inspiración para el nombre de la banda.